# 미간중간점
미간중간점(ophryon, 眉間中間點) 또는 미간중점은 시각신경관과 미간 바로 위에 위치한, 이마의 지점이다. 즉 이마의 중간점이며 눈썹 사이의 바로 위이다.